# Warmtewet
De Warmtewet is een Nederlandse wet die op 1 januari 2014 van kracht is geworden. De wet geeft regels omtrent stads- en blokverwarming en warmte-koudeopslag en is gericht op de levering aan kleinverbruikers zoals consumenten. Bij deze types energielevering is er geen landelijk netwerk, waardoor de afnemer geen keus heeft voor een leverancier. 
De Warmtewet geldt voor aansluitingen tot maximaal 100 kilowatt, dat zijn bijna alle huishoudens. Woningcorporaties krijgen op grond van de warmtewet een rol als energieleverancier. In 2021 was ongeveer 6,4% van de Nederlandse woningen aangesloten op stadsverwarming.
Het ligt in de verwachting dat een nieuwe Wet collectieve warmtevoorziening de bestaande Warmtewet in de toekomst gaat vervangen. De nieuwe wet beoogt (i) groei van collectieve warmtesystemen door nieuwe spelregels (marktordening); (ii) transparantie in de tariefstelling; (iii) aanscherpen van vereisten voor leveringszekerheid; (iv) zeker stellen van de verduurzaming.

## Achtergrond
De Warmtewet biedt bescherming aan consumenten en bedrijven die gebonden zijn aan lokale warmtenetten, met name tegen een te hoge prijs voor de warmte. Een warmtenet is een lokaal stelsel van leidingen dat warmte transporteert van de bron naar de afnemers. Warmtenetten zijn onderling meestal niet verbonden en hebben een eigen warmtebron.
De bescherming van de kleinverbruikers van warmte is om twee redenen nodig:
- Warmte is in een koud land als Nederland een basisbehoefte. De overheid zorgt ervoor dat iedereen basisvoorzieningen zoals water, stroom en gas heeft. Ook warmte valt hieronder.
- De kleinverbruikers van warmte zijn volledig afhankelijk van één warmteleverancier, omdat zij niet kunnen overstappen naar een andere warmteleverancier, of kunnen overstappen op verwarming met aardgas.

## Inhoud van de wet
In de wet wordt het volgende geregeld:
- Landelijke maximumtarieven voor warmte.
- Wanneer de warmteleverancier een afnemer mag afsluiten.
- Wanneer een afnemer recht heeft op compensatie bij een storing.
- Wat er in de overeenkomst tussen de afnemer en de warmteleverancier moet staan.
- De rechten en plichten van een afnemer bij het meten van het warmteverbruik.
- De mogelijkheid om een meningsverschil tussen de afnemer en de warmteleverancier aan een geschillencommissie voor te leggen.
- De verplichting voor de leverancier om een slimme meter ter beschikking te stellen.

De Autoriteit Consument en Markt controleert of de leveranciers van warmte zich aan deze regels houden. Deze organisatie stelt ook de tarieven vast. De maximumprijs voor warmte wordt daarbij gebaseerd op alle kosten die een afnemer zou moeten maken voor het verkrijgen van dezelfde warmte wanneer hij een gasaansluiting zou hebben, het zogenaamde niet meer dan anders-principe. De variabele kosten waren in 2018 maximaal € 24,05 per GJ, in 2020 € 26,06 per GJ en in 2021 € 25,51 per GJ 2023 €47, 38 per GJ  (incl. btw).

## Wetsgeschiedenis
Op 15 september 2003 hebben enkele leden van de Tweede Kamer een wetsvoorstel ingediend.
De Tweede Kamer heeft de Warmtewet in juni 2008 aangenomen, de Eerste Kamer in februari 2009. In juli 2011 verscheen een aangepast wetsvoorstel Warmtewet maar ook het warmtebesluit en de warmteregeling. Het aangepaste voorstel werd in februari 2013 door de Tweede Kamer aangenomen, door de Eerste Kamer in juni 2013.

## Wet collectieve warmtevoorziening
Tijdens de evaluatie van de Warmtewet in 2016 kregen de eerste plannen vorm voor een uitbreiding van de Warmtewet. Men verwacht dat collectieve warmtesystemen tijdens de energietransitie een belangrijke rol gaan spelen bij het vervangen van aardgas in de gebouwde omgeving. De opvolger van de Warmtewet, ‘Wet collectieve warmtevoorziening’ genaamd, is erop gericht om de ontwikkeling van collectieve warmtesystemen te faciliteren met heldere regelgeving. De hoofdpijlers van de Wet collectieve warmtevoorziening zijn marktordening, tariefregulering, leveringszekerheid en verduurzaming.
Een voornaam verschil met de voorgaande Warmtewet is dat er, naast consumentenbescherming (leveringszekerheid, tarieven), in de Wet collectieve warmtevoorziening wordt ingezet op groei en verduurzaming van collectieve warmtesystemen. Dit is nodig voor de realisatie van de ambities uit het Klimaatakkoord.
In februari 2019 informeerde minister Wiebes van Economische Zaken en Klimaat de Tweede Kamer over de start van het wetstraject. Invoering van de Wet collectieve warmtevoorziening werd in september 2024 uitgesteld voor onbepaalde tijd. 

### Marktordening
In de Wet collectieve warmtevoorziening bepalen gemeenten binnen heldere landelijke kaders welke gebieden in aanmerking komen voor een collectief warmtesysteem (warmtenet). Dit aangewezen gebied heet een warmtekavel. Zowel publieke als private warmtebedrijven kunnen zich aanbieden om in een warmtekavel een integrale warmtevoorziening op te zetten. In een transparante aanwijzingsprocedure wijst de gemeente het warmtebedrijf aan dat het beste aan de wettelijke taak kan voldoen om een collectief warmtesysteem binnen een warmtekavel tegen zo efficiënt mogelijke kosten met een duurzame en betrouwbare kwaliteit te realiseren.
Het warmtebedrijf wordt integraal verantwoordelijk voor de warmtevoorziening (bronnen, distributie en levering) en verkrijgt het alleenrecht hierop binnen de warmtekavel. Dit monopolie is door de technisch-economische eigenschappen van warmtevoorziening noodzakelijk voor de realisatie.
In het eerste ontwerp voor de Wet collectieve warmtevoorziening is de concessie van een warmtekavel aan een warmtebedrijf in principe voor onbepaalde tijd. Verschillende politieke partijen zien graag in plaats hiervan een vastgestelde termijn komen, zodat een eeuwigdurend monopolie wordt voorkomen. De afweging is of hierbij het risico ontstaat dat warmtebedrijven investeringen vermijden.
Ook wordt in het eerste ontwerp de mogelijkheid opengehouden voor netwerkbedrijven om warmtebedrijven op te richten. Door de integraliteit van de warmtevoorziening zou dit betekenen dat het netwerkbedrijf zich ook met exploitatie zou gaan bezighouden. De Autoriteit Consument en Markt (ACM) raadt daarom zonder aanvullende regulering deze mogelijkheid af, omdat in de Wet onafhankelijk netbeheer exploitatie juist strikt gescheiden is van netbeheer, de hoofdtaak van netwerkbedrijven.
Hoewel collectieve warmtesystemen doorgaans lokale systemen zijn, is er een uitzondering mogelijk. In Zuid-Holland is het aanbod van warmte uit de industrie dermate hoog, dat er de mogelijkheid bestaat voor een regionaal warmtetransportsysteem (de ‘Warmterotonde’). In dit geval kan mogelijk wel een beheerder van het transportsysteem worden aangewezen, onafhankelijk van meerdere producenten en leveranciers die van het transportnet gebruik maken. De regelgeving hieromtrent moet nog verder worden vormgegeven in de Wet collectieve warmtevoorziening.

### Tariefregulering
Omdat er bij afnemers van warmte in een warmtenet geen vrije keuze voor leveranciers bestaat, is regulering van de tarieven noodzakelijk. In de Warmtewet geldt dat een afnemer niet meer mag betalen dan wat deze afnemer anders voor de afname van aardgas betaald zou hebben. In de Wet collectieve warmtevoorziening wil men deze koppeling met de aardgasprijs loslaten.
De insteek voor de nieuwe tariefregulering onder de Wet collectieve warmtevoorziening is dat de tarieven maximaal kostendekkend (inclusief een redelijk rendement) zijn voor het warmtebedrijf. Dit kan in de praktijk betekenen dat de prijs per warmtekavel gaat verschillen. De ACM zal toezien op de gerekende tarieven. De exacte tariefmethodiek moet nog verder uitgewerkt worden, waaronder een beter inzicht in de kosten.

### Verduurzaming
Een van de voornaamste doelen van het vervangen van aardgasnetten door warmtenetten is het verlagen van de CO2-uitstoot. Daarom worden in de Wet collectieve warmtevoorziening bepalingen opgenomen die de verduurzaming van warmtenetten garanderen. Voornemens zijn onder andere een jaarlijkse duurzaamheidsprestatienorm en een ‘ophaalrecht’ voor warmtebedrijven, waarmee zij tegen uitkoppelprijzen restwarmte kunnen ophalen bij de industrie.